# Мики 17
Мики 17 (енгл. Mickey 17) је научнофантастична црна комедија из 2025. године, режисера, сценаристе и ко-продуцента Бонг Џун-хоа, заснована на роману Мики7 Едварда Ештона. Главне улоге у филму тумаче Роберт Патинсон, Наоми Аки, Стивен Јан, Тони Колет и Марк Рафало. Смештена у будућност, радња прати човека који се придружује свемирској колонији као „потрошни”, радник за једнократну употребу који бива клониран сваки пут када умре у сврху истраживања.
Филм је премијерно приказан 15. фебруара 2025. на Берлинском филмском фестивалу, док је у америчким биоскопима објављен 7. марта исте године, односно дан раније у Србији. Наишао је на позитивне рецензије критичара.

## Радња
Године 2050, Мики Барнс и његов пријатељ Тимо, бежећи од зеленаша који жели да их убије, придружују се посади свемирског брода на мисији колонизације ледене планете Нифлхајм. Тимо постаје пилот шатла, док се Мики пријављује на позицију „потрошног” — он преузима смртоносне задатке, а након сваке смрти се ствара његов нови клон са обновљеним сећањима. Током путовања развија се романса између Микија и агенткиње обезбеђења Наше.
Четири године касније, свемирски брод стиже на снегом покривени Нифлхајм. Користећи више верзија Микија, бродски научници развијају вакцину против патогена са планете. Седамнаести Мики бива послат да ухвати аутохтони облик живота познат као „пузавац”, али пада у пукотину у леду. Тимо, мислећи да је мртав, пријављује његову смрт и одлази са Микијевим бацачем пламена, након чега посада ствара клона Мики 18. Међутим, пузавци спасавају Микија 17 и избацују га из пукотине.
Мики 17 се враћа на брод, где среће Микија 18, агресивнијег клона. Вођа експедиције, Кенет Маршал, положио је заклетву да ће у случају постојања „вишеструких” клонова сви они бити елиминисани. Због тога Мики 18 покушава да убије Микија 17, али Мики 17 предлаже да у тајности ротирају дужности и смрти како би преживели. Њих двојица виде Тима како продаје дрогу направљену од горива за бацач пламена. Кривећи га за ситуацију која их је натерала да напусте Земљу, Мики 18 покушава да убије Тима, али одустаје када их прекине Наша. Мики 18 одлази са Нашом, док је Мики 17 позван на вечеру код Маршала, његове жене Илфе и агенткиње Кај. Током вечере, Мики 17 жестоко реагује на сервирано експериментално месо и лекове против болова. Кај га спасава од погубљења и води у своје одаје, али Мики 17 бежи назад код Наше када Кај покуша да га заведе.
Наша сазнаје за клонове и прихвата их, али када Кај покуша да их пријави, она је спречава. Када Мики 17 обавести Микија 18 о инциденту на вечери, разјарени Мики 18 одлучује да убије Маршала током јавне церемоније у част камена са Нифлхајма. Две бебе пузавца, Луко и Зоко, излазе из тог камена. Мики 17 хвата Зока, али Лука убија обезбеђење када покуша да скочи на Маршала. Наша спречава Микија 18 да убије Маршала, али пошто су „вишеструки” клонови сада откривени, два Микија и Наша бивају ухапшени. У међувремену, хиљаде пузаваца се окупљају испред брода тражећи Зока. У затвору, сведочење Микија 17 о томе како су га пузавци спасили наводи Нашу на закључак да су пузавци разумна бића. Тимо долази и покушава да убије Микија 17, откривајући да зеленаш има агента на броду који ће га убити ако не направи снимак како раскомадава Микија. Наша и Мики 18 успевају да га савладају, али долази обезбеђење и све их води код Маршала.
Маршал жели да елиминише пузавце и уништава Микијеву резервну меморију како би спречио његово ново клонирање. Илфа убеђује Маршала да пошаље Микије напоље да се такмиче у сакупљању репова пузаваца — победник ће бити поштеђен. Микијима се стављају прслуци са даљински активирајућим експлозивом како би се осигурало њихово послушање.
Напољу, Микији траже вођу пузаваца. Маршал их прати са тимом обезбеђења како би их елиминисао. Мики 17 користи уређај за превођење да упозори вођу пузаваца на Маршалов план. Вођа захтева пуштање Зока и жртвовање једног човека у замену за губитак Лука. Мики 17 моли Нашу да ослободи Зока. Она узима Илфу за таоца како би осигурала Зоково пуштање, а припадници обезбеђења који тајно раде против Маршала хапсе Илфу. Мики 18 активира свој прслук, убијајући себе и Маршала како би испунио захтеве пузаваца.
Након тога, Мики 17 и остали људи склапају мир са пузавцима. Маршалови саучесници бивају изведени пред лице правде, а Илфа касније извршава самоубиство. Зеленашев сарадник напада Тима, али га Тимо убија у самоодбрани и користи тај догађај као доказ у поступку против зеленаша. Наша постаје политички лидер колоније, и током свечаног полагања темеља, Мики 17, сада познат само као „Мики Барнс”, уништава уређај за клонирање, окончавајући програм „потрошних”.

## Улоге
| Глумац               | Улога         |
| -------------------- | ------------- |
| Роберт Патинсон      | Мики Барнс    |
| Наоми Аки            | Наша Бариџ    |
| Марк Рафало          | Кенет Маршал  |
| Тони Колет           | Илфа Маршал   |
| Стивен Јан           | Тимо          |
| Патси Феран          | Дороти        |
| Камерон Бритон       | Аркејди       |
| Данијел Хеншал       | Престон       |
| Стив Парк            | Агент Зик     |
| Анамарија Вартоломеј | Кај Кац       |
| Холидеј Грејнџер     | Црвенокоса    |
| Ијан Ханмор          | Даријус Бленк |